# Frank Hussey

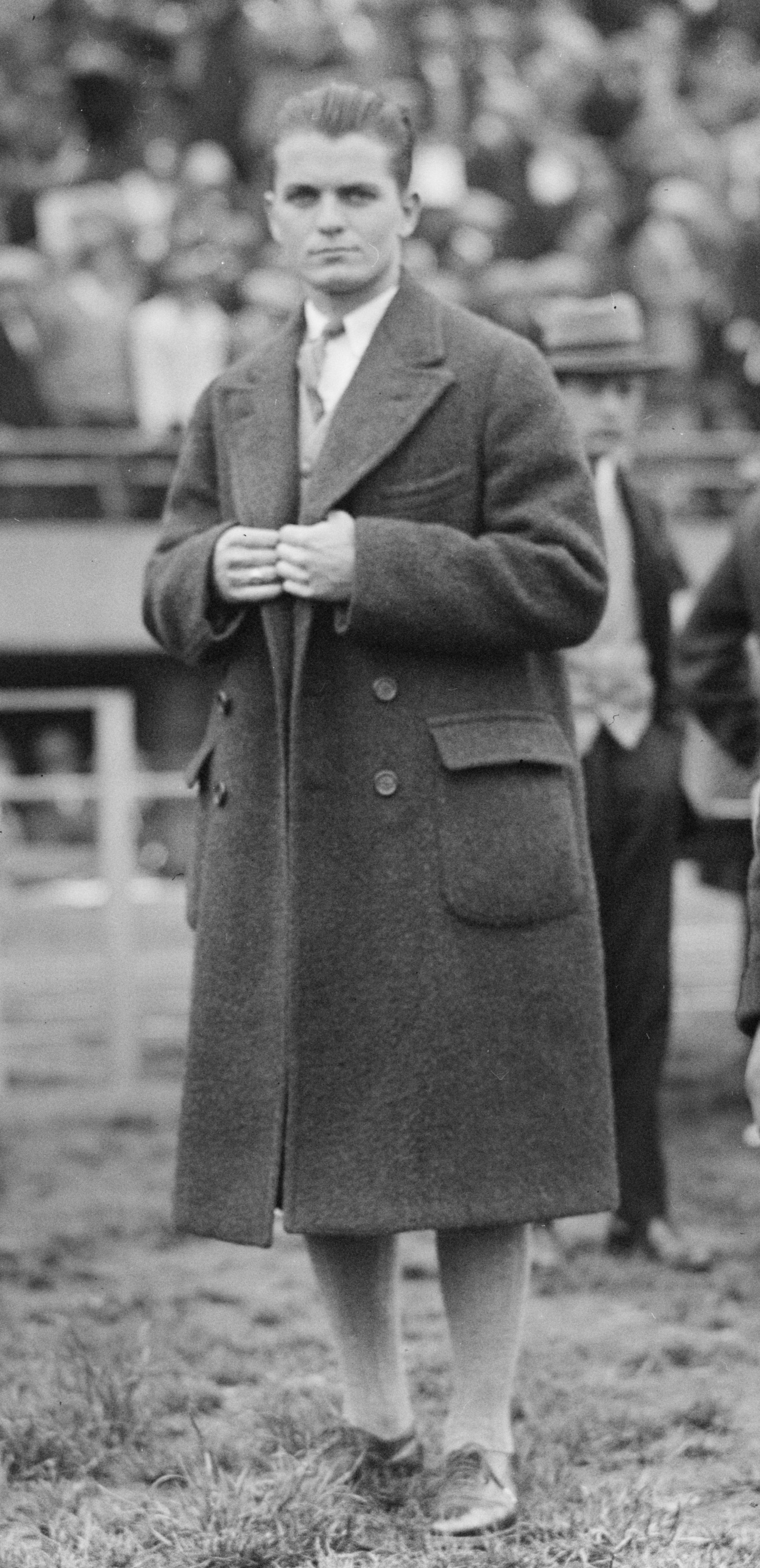
Frank Hussey, 1924

Francis Valentine Joseph „Frank“ Hussey (* 14. Februar 1905 in New York, N.Y.; † 26. Dezember 1974 in Coxsackie, N.Y.) war ein US-amerikanischer Leichtathlet und Olympiasieger.
Bei den VIII. Olympischen Spielen 1924 in Paris gewann er die Goldmedaille im 4-mal-100-Meter-Staffellauf mit einem neuen Weltrekord, zusammen mit seinen Mannschaftskollegen Loren Murchison, Louis Clarke und Alfred LeConey, vor den Mannschaften aus Großbritannien (Silber) und den Niederlanden (Bronze).
1925 gewann er bei den AAU-Meisterschaften über 100 Meter sowie die New England Meisterschaften 1926 und 1927 über 100 Yards. 1927 gewann er zudem noch über 200 Yards. Danach endete seine sportliche Karriere.